# Clermont-le-Fort
Clermont-le-Fort is een gemeente in het Franse departement Haute-Garonne (regio Occitanie) en telt 502 inwoners (2005). De plaats maakt deel uit van het arrondissement Toulouse.

## Geografie
De oppervlakte van Clermont-le-Fort bedraagt 10,0 km², de bevolkingsdichtheid is 50,2 inwoners per km².
De onderstaande kaart toont de ligging van Clermont-le-Fort met de belangrijkste infrastructuur en aangrenzende gemeenten.

## Demografie
Onderstaande figuur toont het verloop van het inwonertal (bron: INSEE-tellingen).